# Kutchan
Kutchan (倶知安町, Kutchan-chō) est un bourg du district d'Abuta, sur l'île de Hokkaidō, au Japon. Il est situé dans la sous-préfecture de Shiribeshi dont il est le chef-lieu.
Kutchan est renommé pour son agriculture de qualité (en particulier la pomme de terre) et pour sa proximité avec les stations de ski de la région de Niseko.
Le secteur de la gare est en cours de restructuration / construction afin d'accueillir le Shinkansen (ligne Shinkansen Hokkaidō en chantier) en 2031.

## Toponymie
Le toponyme « Kutchan » tire son origine de la langue des Aïnous. C'est un diminutif du mot « kut-san-i (クッサンイ) »  qui pourrait se traduire par « le lieu ou la rivière coule ». Une autre théorie avance que le mot « Kutchan » serait un dérivé de « kucha-un-nay (クチャウンナィ) » qui signifie « le ruisseau d'un pavillon de chasse ».

## Géographie

### Situation
Kutchan se situe à 50 km sur l'île de Hokkaidō, au Japon, à l'ouest de Sapporo, dans une vallée dominée par plusieurs montagnes. Au sud de la municipalité, le mont Yōtei, un volcan actif, culmine à 1 898 m d'altitude.

### Démographie
En 2015, Kutchan avait une population de 15 628 habitants répartis sur une superficie de 261,34 km2 (densité de population de 60 hab./km2).

### Villes voisines
- Sous-préfecture de Shiribeshi
  - District d'Abuta : Kyōgoku et Niseko
  - District d'Isoya : Rankoshi
  - District d'Iwanai : Kyōwa
  - District de Yoichi : Niki et Akaigawa

### Climat
| Mois                                             | jan.       | fév.       | mars       | avril      | mai       | juin      | jui.      | août      | sep.      | oct.      | nov.     | déc.      | année      |
| ------------------------------------------------ | ---------- | ---------- | ---------- | ---------- | --------- | --------- | --------- | --------- | --------- | --------- | -------- | --------- | ---------- |
| Température minimale moyenne (°C)                | −9,6       | −9,4       | −5,7       | 0,1        | 6         | 11,3      | 16,1      | 16,7      | 11,3      | 4,5       | −1       | −6,8      | 2,8        |
| Température moyenne (°C)                         | −5,4       | −4,9       | −1         | 4,9        | 11,2      | 15,6      | 19,7      | 20,6      | 16,4      | 9,7       | 2,9      | −3,1      | 7,2        |
| Température maximale moyenne (°C)                | −2         | −1         | 3          | 9,8        | 16,9      | 20,9      | 24,4      | 25,4      | 21,7      | 15        | 6,9      | 0         | 11,8       |
| Record de froid (°C) date du record              | −35,7 1945 | −28,7 1944 | −28,8 1957 | −18,6 1978 | −4,8 1955 | 0,1 1973  | 4,6 1951  | 4,8 1971  | −1,3 1964 | −8,9 1964 | −22 1962 | −27 1953  | −35,7 1945 |
| Record de chaleur (°C) date du record            | 8,7 2009   | 10,4 2010  | 13,3 2008  | 23,8 1998  | 32,5 2019 | 32,5 2014 | 34,1 2000 | 34,4 2021 | 32 2020   | 23,7 1987 | 20 2003  | 12,5 2010 | 34,4 2021  |
| Ensoleillement (h)                               | 47         | 65,1       | 121,1      | 173,3      | 189,9     | 169,7     | 144,5     | 149,5     | 149,3     | 127,8     | 65,5     | 38,8      | 1 441,4    |
| Précipitations (mm)                              | 184,5      | 129,4      | 98,3       | 67,1       | 75,8      | 59,9      | 102,3     | 153,1     | 133,3     | 128,2     | 182,8    | 217,7     | 1 532,3    |
| dont neige (cm)                                  | 253        | 187        | 122        | 17         | 0         | 0         | 0         | 0         | 0         | 2         | 95       | 253       | 921        |
| Nombre de jours avec précipitations              | 24,5       | 21,3       | 17         | 11         | 9,8       | 8         | 8,6       | 9,9       | 11,9      | 14,3      | 19,9     | 24,7      | 180,8      |
| dont nombre de jours avec précipitations ≥ 10 mm | 6,5        | 3,6        | 2,7        | 1,9        | 2,7       | 1,7       | 3,2       | 4,9       | 4,2       | 4,6       | 6,9      | 9,2       | 52,1       |
| Humidité relative (%)                            | 82         | 80         | 75         | 72         | 74        | 80        | 83        | 84        | 82        | 79        | 80       | 83        | 79         |
| Nombre de jours avec neige                       | 26,3       | 23,4       | 20,3       | 7,5        | 0         | 0         | 0         | 0         | 0         | 0,5       | 11,7     | 25,2      | 114,9      |
| Nombre de jours d'orage                          | 0,1        | 0          | 0,1        | 0,2        | 0,6       | 0,6       | 0,6       | 1,1       | 1,2       | 1,7       | 1,2      | 0,3       | 7,5        |
| Nombre de jours avec brouillard                  | 0,6        | 0,7        | 2,4        | 1,5        | 2,6       | 4,3       | 3,9       | 4         | 6,3       | 4,7       | 1,9      | 1,2       | 33,7       |

| Diagramme climatique                                  |             |           |            |           |              |               |               |               |            |            |            |
| J                                                     | F           | M         | A          | M         | J            | J             | A             | S             | O          | N          | D          |
| −2−9,6184,5                                           | −1−9,4129,4 | 3−5,798,3 | 9,80,167,1 | 16,9675,8 | 20,911,359,9 | 24,416,1102,3 | 25,416,7153,1 | 21,711,3133,3 | 154,5128,2 | 6,9−1182,8 | 0−6,8217,7 |
| Moyennes : • Temp. maxi et mini °C • Précipitation mm |             |           |            |           |              |               |               |               |            |            |            |

## Histoire
En 1892, des colons venus de la préfecture de Tokushima commencent à cultiver la terre sur l'île de Hokkaidō. La construction du village de Kutchan débute un an plus tard.
Le village a la plus importante mine de fer du Japon.

## Jumelage
- St. Moritz (Suisse) depuis 1964

## Personnalités liées à la municipalité
- Masami Yūki (1957-), un mangaka qui est né et a grandi à Kutchan.